# 前曲峪李鼎铭旧居
前曲峪李鼎铭旧居，位于山西省吕梁市临县曲峪镇前曲峪村，已列为山西省文物保护单位。

## 保护
2016年6月6日，前曲峪李鼎铭旧居由山西省人民政府公布为第五批山西省文物保护单位，编号5-147。